# Find Me Guilty
Find Me Guilty, en amerikansk maffiafilm från 2006 regisserad av Sidney Lumet.

## Handling
Filmen är baserad på en sann historia om Jack DiNorscio, en gangster inom maffian som försvarar sig själv i en rättegång som kom att bli den längsta rättegången någonsin.

## Skådespelare
- Vin Diesel som Jackie DiNorscio
- Peter Dinklage som Ben Klandis
- Richard Portnow som Max Novardis
- Alex Rocco som Nick Calabrese
- Linus Roache som Sean Kierney
- Ron Silver som Judge Finestein

## Trivia
- Joe Pesci var ursprungligen tänkt att spela Jack DiNorscio.
- Vin Diesel gick upp nära 14 kg för huvudrollen. Han blev sminkad 2 timmar om dagen för att likna DiNorscio.